# Joseph Chambon
Joseph Chambon, rodným jménem Claude Gauderique Joseph Jérôme Chambon (30. září 1757 Boulou, Roussillon – 26. září 1833 Paříž), byl francouzský voják z přelomu 18. a 19. století. V průběhu francouzské revoluce a napoleonských válek působil jako významný člen vojenské administrativy. V roce 1810 se stal baronem z Limoronu.

## Životopis
Joseph Chambon se narodil 30. září 1757 v jihofrancouzské obci Boulou v Pyrenejích při dnešních hranicích se Španělskem. Byl synem Grace Millousové, dcery poštmistra v Boulou, a Josepha Chambona, doktora práv. Jeho dědeček François Chambon byl farmář z nedalekého města Saint-Jean-Pla-de-Corts.
Po studiích v semináři ve městě Perpignan se v roce 1782 stal duchovním a v roce 1791 stálým farářem u sv. Matouše v Perpignanu.
Dne 18. května 1793 nastoupil Joseph Chambon jako zástupce poslanců na misi ve východopyrenejské armádě. Dekretem poslanců na misi v Alpské armádě (Armée des Alpes) ze dne 13. a 27. září byl pověřen vedením odvodů s oprávněním vykonávat povinnosti válečného komisaře (commissaire des guerres). V té době se vzdal svého kněžského svěcení. A 30. ventôse roku II republiky (20. března 1794) byl zaměstnán jako druhý zástupce v Armádě brestského pobřeží (Armée des côtes de Brest).

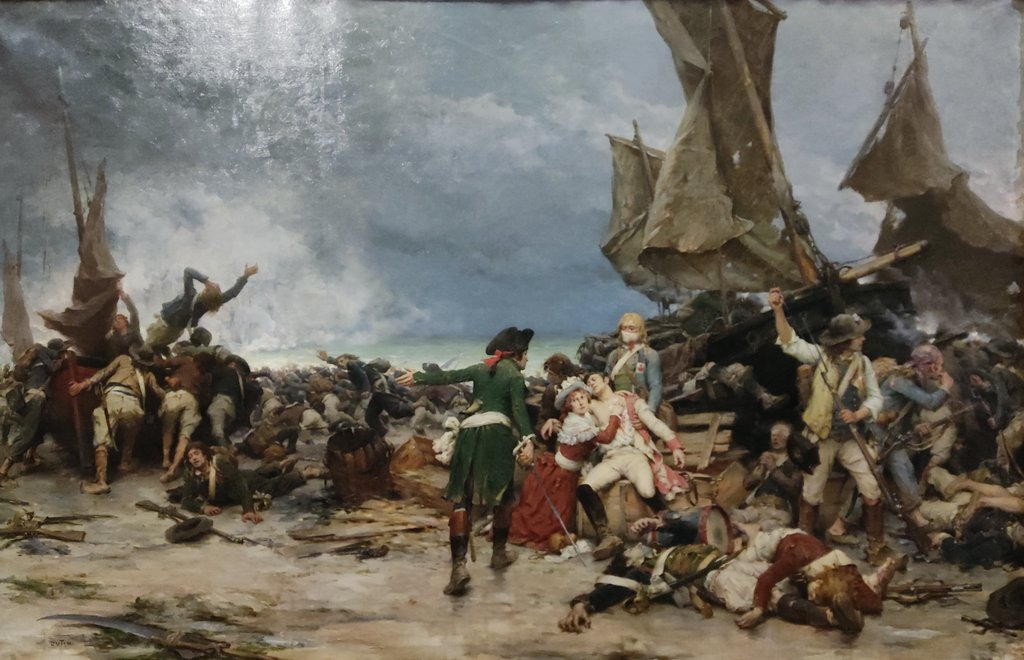
Pierre Outin: Epizoda z bitvy u Quiberonu

Dne 20. prairialu téhož roku (8. června 1794) se stal prozatímním komisařem války a 21. nivôse roku III republiky (10. ledna 1795) se stal titulářem I. třídy. Od 1. dodatkového dne téhož roku (17. září 1795) plnil funkci tzv. příkazce (ordonnateur) u expediční armády na bretaňském poloostrově Quiberon a během let IV a V republiky sloužil u válečných úřadů.
Dne 1. thermidoru roku VII republiky (19. července 1999) se stal vrchním komisařem-příkazcem a 14. fructidoru roku XI vrchním příkazcem (ordonnateur en chef) u 26. vojenské divize. Dne 4. germinalu roku XII republiky (25. března 1804) byl vyznamenán Čestnou legií. Během let XII a XII republiky byl pověřený vedením správní služby vojenského tábora v Bruggách v rámci Armády oceánského pobřeží (Armée des côtes de l’Océan).
Od roku XIV republiky (1805) do roku 1807 následoval 3. sbor Velké armády (Grande Armée) na jeho taženích v Rakousku, Prusku a Polsku. Dne 14. května 1807 se stal důstojníkem Čestné legie a v roce 1808 rytířem Vojenského řádu svatého Jindřicha Saského.

Znak J. Chambona, rytíře z Limoronu

Coby vrchní příkazce Německé armády během tažení roku 1809 získal 23. července kříž komandéra Čestné legie a 5. května 1810 titul rytíře z Limoronu a císařství (o dva roky později byl povýšen na barona císařství). Dne 20. září odešel do výslužby, avšak 16. října byl znovu císařem povolán do funkce vrchního příkazce Německé armády, v níž setrval i do konce roku 1810.
V roce 1811 byl Chambon převeden do Labskému pozorovacímu sboru (Corps d'observation de l'Elbe), dne 12. března 1812 získal roční zdravotní volno, během tohoto období však zůstal zaměstnán v účetnictví Velké armády.
Dne 19. března 1813 byl jmenován vrchním komisařem-příkazcem Velké armády a dostal na starost divize, které tvořily armádní sbor na Mohanu. zúčastnil se francouzského tažení roku 1814 a po abdikaci císaře Napoleona byl dán do výslužby.

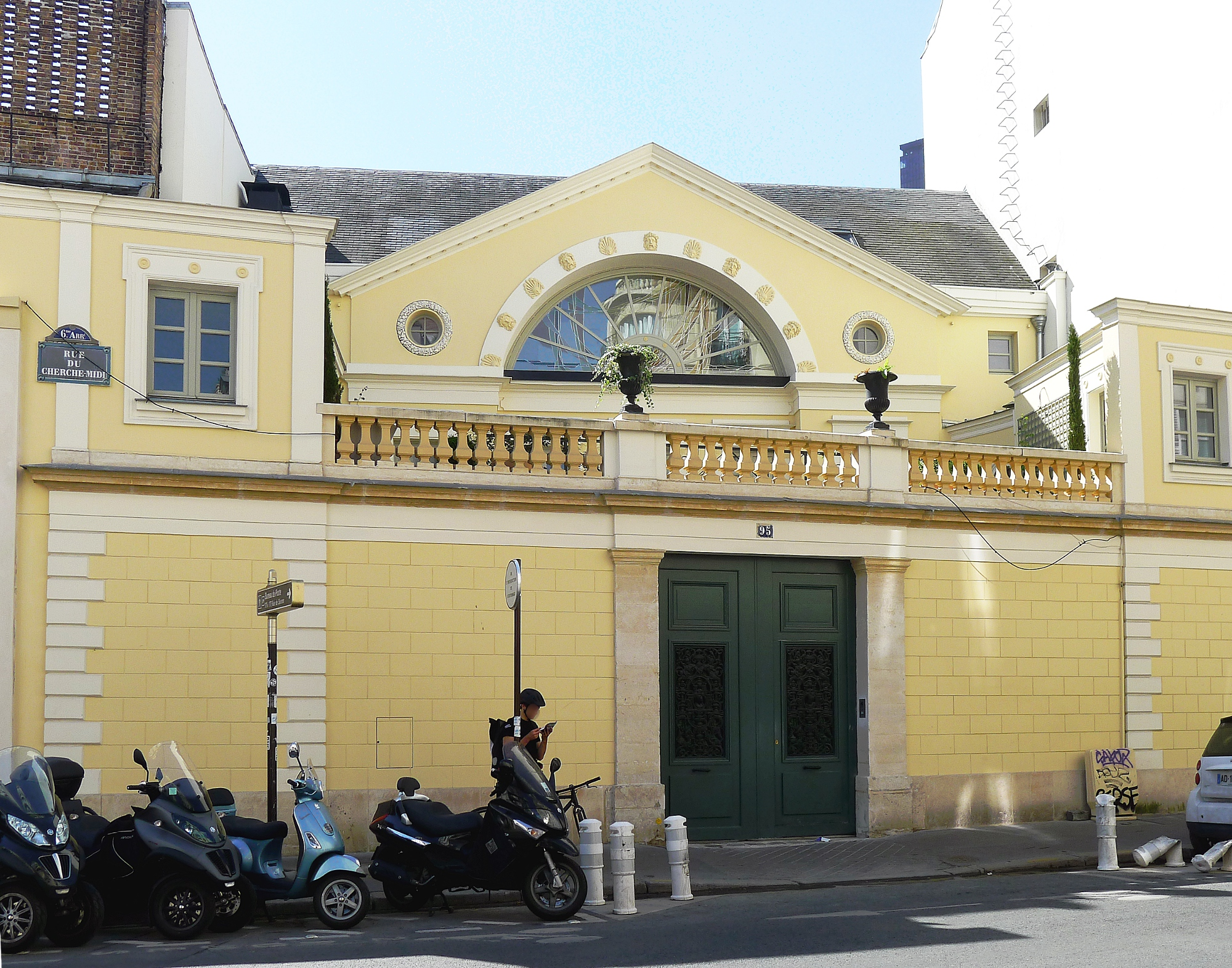
Hotel Chambon v roce 2012

Když se Napoleon vrátil z ostrova Elba k tzv. stodennímu císařství, rozhodnutím ze dne 25. března 1815 přidělil Chambona na ministerstvo války a 2. dubna ho ustanovil jako člena komise odpovědné za zkoumáním kvalifikace důstojníků jmenovaných královskou vládou.
Po opětovném návratu Bourbonů byl 16. dubna 1816 definitivně penzionován a odešel do ústraní. Zemřel v Paříži ve svém hotelu Chambon 26. září 1833. Podle Michala Šťovíčka byl Chambon „jedním z mála schopných a výkonných logistiků“ ve Francii revolučních a napoleonských válek.

## Tituly

Znak J. Chambona, barona z Limoronu

- Rytíř z Limoronu a císařství (patent z 5. května 1810[6][10])
- Baron z Limoronu a císařství (patent z 13. března 1812[6][10])

## Vyznamenání
- Řád čestné legie:
  - rytíř (4. germinalu roku XII republiky = 25. března 1804)
  - důstojník (14. května 1807)
  - komandér (23. července 1809)
- Vojenský řád svatého Jindřicha Saského:
  - rytíř (1808)